# 双黄连口服液
双黄连是由金银花、黄芩、连翘三味中药组成的中成药药方，药品说明书显示其主治感冒、发热、咳嗽、咽痛。市面常见剂型有双黄连口服液、颗粒剂、片剂、糖浆剂、合剂、胶囊剂。，一般用于治疗感冒及流感。根据《中华人民共和国药典》，口服液的三味中藥含量為：黄芩375克、金银花375克、连翘750克，其中黄芩水煎三次，其余两味以水乙醇煎煮提取，药渣都额外再以乙醇提取。其他口服制剂的比例、制法基本一致，仅是分量和辅料不同。
另有滴眼剂，“用于风邪热毒型单纯疱疹病毒性树枝状角膜炎”，也是类似煎法。还有注射用冻干粉（参中药注射剂），用于上呼吸道感染，药品比例一样，但煎法不同。

## 特点
在分子层面，主要有效成分是黄芩苷、绿原酸、连翘苷等。辅料为蔗糖和香精。藥品說明書顯示其主治感冒、发热、咳嗽、咽痛等。糖尿病及高血压、心脏病、肝病、肾病等患者和儿童、孕妇、哺乳期妇女、年老体弱、脾虚便溏者应在医师指导下服用。

## 療效爭議

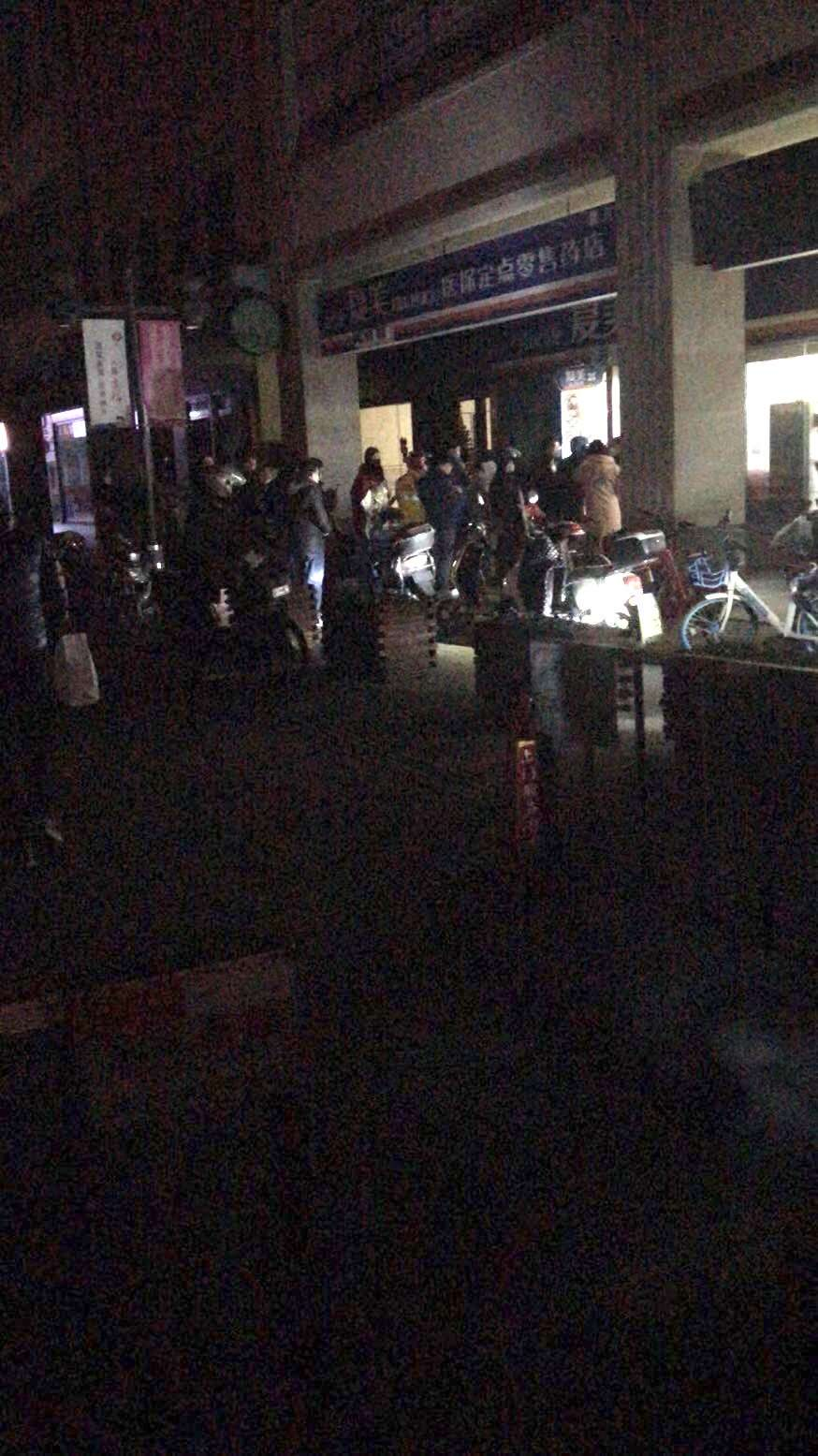
2020年1月31日，有關双黄连口服液可以可抑制2019新型冠状病毒消息傳出後，上海街頭排隊購買該藥品

2020年1月30日，《中国科学院专报信息》透露，中国科学院武汉病毒研究所从1月29日晚到30日凌晨开展双黄连口服液在细胞水平的抗病毒活性测试，测试仅历时半天。1月31日，有媒体报道中国科学院上海药物研究所和中国科学院武汉病毒研究所經過联合研究，得出双黄连口服液可抑制2019新型冠状病毒的结论。在相關消息披露後，双黄连口服液在几个小时内就在线上线下药店出現斷貨狀況，其他含双黄连成分产品也遭到哄搶，甚至連獸用雙黃連也被搶購，就連與藥物無關、僅是名字有同音的「雙黃蓮蓉月餅」亦被搶購。武汉江岸区的湖北智仁大药房在2月1日開始對雙黃連口服液限購。廣東省东莞市的一家双黄连口服液生产厂商东莞市亚洲制药有限公司則接到东莞市政府要求加大生产双黄连口服液的通知。
對此腾讯医典医学团队表示，尚无有力的临床试验证据证明双黄连口服液对新型冠状肺炎的疗效。在《新型冠状病毒感染的肺炎诊疗方案(试行第四版)》中，也未对该药进行推荐。世界卫生组织官方建议也指出，目前没有预防和治疗新型冠状肺炎病毒的特效药物。
湖南中医药大学第一附属医院院长陈新宇表示，双黄连口服液可抑制新型冠状病毒的发现，仅限于研究实验室的研究，还未在临床上进行试验，不主张广泛服用。
中国科学院上海药物研究所的相关人士亦對媒體質疑早期服用双黄连口服液能否控制病毒回应称，目前还没有详细研究，他們只是在武汉病毒所做了一个初步验证，后续還要做大量实验。該藥品不能拔太高。一位三甲医院传染科医生對《第一财经》记者表示，尚还没有有力证据证明其疗效，病毒本身在体外就很脆弱，没有人体试验，才开展临床研究即下结论为‘可抑制’太过草率。
丁香医生发文称，要证明一种药物有效需要进行动物实验、一期临床试验、二期临床试验、三期临床试验。而上海药物所与武汉病毒所的表态为才开始做临床试验，没有足够的公开数据能证明它在人体中“可抑制新型冠状病毒”。2月1日早间人民日报也发布微博表示，抑制并不等于预防和治疗。
界面新聞指出，在2003年非典时期板蓝根也一度遭到瘋搶。
2月1日，中華人民共和國國家衛生健康委員會在記者會上被問及此問題，指民眾可自行查詢衛健委官網，獲取相關藥物資訊。中國科學院上海藥物研究所則發聲明，稱雙黃連口服液可抑制新型冠狀病毒，內容準確無誤，正待進一步臨床研究證實。
2月3日，股價上漲2.48倍的福森藥業聲明未就公司雙黃連產品抑制新型冠狀病毒展開任何研究，不就有關功效做出任何聲明或保證。
有报道指出，部分制药厂商大年初三就开工，媒体基于对非典型肺炎流行时期“上海药物研究所发现洁尔阴可以预防非典”的推断，认为厂商对此事早有准备，此事促进了部分医药公司的股票涨停。

### 雙黃連注射液
此外雙黃連也可以做成中药注射剂雙黃連注射液，成分與雙黃連口服液相同，但多次出現嚴重不良反應報告案例。2001年11月，国家药品不良反应监测中心首次通报双黄连注射剂引起的过敏反应。自2008年以来，山东省药品不良反应监测中心共接到56例双黄连注射液引发的不良反应病例报告。在2009年2月，山东省邹城市一名男子在注射青霉素和双黄连注射液後死亡。在青海省大通县出現3名患者使用雙黃連注射液后发生不良事件，并有一死亡病例报告。2009年5月18日，国家食药监总局发布药品不良反应信息通报，警惕双黄连注射剂的严重不良反应。2009年9月16日，国家食药监总局通报，多多药业有限公司生产的双黄连注射液在使用中出现严重不良事件，决定暂停销售和使用标示为多多药业有限公司生产的双黄连注射液。多次出現不良反應後，各大醫院基本較少使用雙黃連注射液。
2015版的《中华人民共和国药典》同樣收錄了雙黃連注射液。2018年6月12日，国家药监局发布了《关于修订柴胡注射液说明书的公告》，要求双黄连注射液说明书进行修订，增加注射液不良反应包括过敏性休克等提示，並要求在禁忌项下注明4周岁及以下儿童禁用。

## 生產廠家
在中國大陸，双黄连口服液生产企业有12家企业共13个生产批号，分别为黑龙江瑞格制药有限公司(国药准字Z10910017)、河南太龙药业股份有限公司(国药准字Z41020565)、黑龙江省林宝药业有限责任公司(国药准字Z23020924)、东莞市亚洲制药有限公司(国药准字Z44021947)、哈药集团三精制药有限公司(国药准字Z10920053)、河南太龙药业股份有限公司(国药准字Z20133010)、南阳市新生制药有限公司(国药准字Z41022093)、黑龙江金九药业股份有限公司(国药准字Z20123086)、河南福森药业有限公司(国药准字Z41022325)、河南天地药业股份有限公司(国药准字Z41021468)、哈尔滨中药四厂有限公司(国药准字Z10910024)、黑龙江珍宝岛药业股份有限公司(国药准字Z10910031)、黑龙江喜人药业集团有限公司(国药准字Z23021566)。
其中哈药集团三精制药有限公司生產的雙黃連口服液被2019年国家医保目录納入甲类药品。2020年1月23日，三精双黄连口服液被北京市中医药管理局纳入新型冠状病毒防治方案。

## 另見
- 2019冠狀病毒病疫情
- 连花清瘟胶囊

## 外部連結
- 双黄连口服液（哈藥集團）（页面存档备份，存于）